# 管茎过路黄
管茎过路黄（学名：Lysimachia fistulosa）为报春花科珍珠菜属的植物，为中国的特有植物。分布于中国大陆的湖北、四川、湖南等地，生长于海拔500米至1,650米的地区，多生长在山谷林下及路边，目前尚未由人工引种栽培。

## 异名
- Lysimachia fistulosa Hand.-Mazz. var. wulingensis Chen et C. M. Hu